# Vincent-Sosthène Fouda
Pour les articles homonymes, voir Fouda.
Vincent-Sosthène Fouda-Essomba, né le 20 décembre 1972 à Yaoundé au Cameroun, est un journaliste, écrivain, politologue et homme politique camerounais.

## Biographie
Il est le cadet d'une famille de dix enfants. Vincent-Sosthène Fouda fait ses études primaires à recolle Saint Vincent Palloti de Yaoundé, dirigée par les religieuses françaises de la Congrégation des filles de Notre-Dame du Sacré-Cœur d’Issoudun. Après ses études primaires il entre au Collège Stoll d’Akono.
En 1988 il quitte le Cameroun pour le Sénégal où il va poursuivre ses études au Cours Sainte-Marie de Hann à Dakar, établissement français tenu par les Pères Maristes. Vincent-Sosthène Fouda a été boursier au secondaire du concours d’entrée en classe de 6e à la classe de première. 
Après son baccalauréat qu'il obtient en juin 1989, il part en France où il est accueilli dans la ville de Lyon et s'inscrit en classes préparatoires littéraire khâgne et hypokhâgne au lycée du Parc dans le 6e arrondissement de Lyon. Il intègre par la suite l'École supérieure de journalisme de Lille, puis retourne à Lyon pour une double formation de DEA en communication et de licence en philosophie à l'ENSSIB et à l'université catholique de Lyon. Il intègre alors l’Institut d'études politiques de Grenoble d'où il  obtient le titre de docteur en science politique.
Vincent Fouda fonde le Mouvement camerounais pour la social-démocratie.
Soutenu par Cameroun Génération 2011, Vincent-Sosthène Fouda se présente à l'élection présidentielle camerounaise de 2011. Fouda sera cependant disqualifié par une ordonnance de la Cour suprême du Cameroun en date du 21 septembre 2011,,.

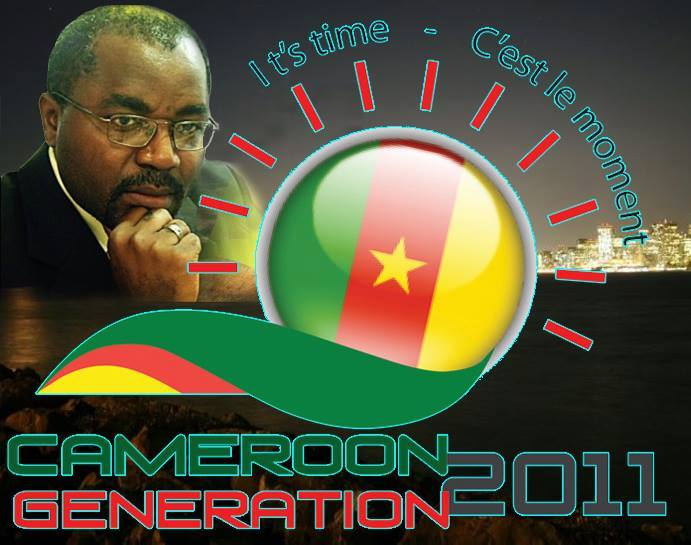
le MCPSD en campagne en 2011

Le 20 août 2011 après l'enlèvement du bébé de Vanessa Tchatchou une jeune fille de 17, Vincent-Sosthène Fouda milite pour la mise en place au Cameroun d'un Bureau National de l'État-Civil afin de protéger l'acte de naissance, la nationalité camerounaise. 
Il demande au gouvernement camerounais et notamment au ministre de la santé publique l'instauration d'un bracelet de naissance dans les maternité camerounaise afin de lutter contre le trafic de nourrissons. 
Vincent-Sosthène Fouda a été investi par le Mouvement Camerounais pour la Social-Démocratie (M.C.P.S.D) dont il est le président pour le conduire à la présidentielle du 7 octobre 2018, mais cette candidature n'a pas prospéré. 
Le 5 janvier 2009 après une tribune dans Le Journal de Montréal, Le Collectif Point Diversité lui accorde la médaille d'or pour ses efforts pour l'intégration des diversités dans la société canadienne,
Vincent-Sosthène Fouda contribue aux colonnes des revues  Cahiers du journalisme de l'université Laval au Canada,  et Esprit critique, Spiritus . Il est rapporteur de l'Association Canadienne des Nations unies pour le cinquantenaire de la création des Forces de Maintien de la Paix.